# Localités et territoires du Sud-Kivu
| Désignation | Superficie (km²) | Population |
| ----------- | ---------------- | ---------- |
| Fizi        | 15 788           | 487 935    |
| Idjwi       | 281              | 162 196    |
| Kabare      | 1 960            | 461 511    |
| Kalehe      | 5 126            | 462 465    |
| Mwenga      | 11 172           | 346 846    |
| Shabunda    | 25 116           | 653 907    |
| walungu     | 25 116           | 653 907    |

- Le territoire Fizi, avec les localités de : Fizi, N'Gangya, Lùlenge, M'tambala, Tangani'a et le secteur d’Itombwe
- Le territoire d’Idjwi, grande île du lac Kivu, constitué des chefferies Rubenga (au nord) et Ntambuka (au sud) , le territoire est autonome depuis 1974.
- Le territoire de Kabare, avec comme localités : Kabare, Katana[1], et Ninja
- Le territoire de Kalehe et les localités de Kalehe, Buguli, Bunyakiri, Kalangala, Kalungu, Minova, et Nyamasasa
- Katudu
- Kaziba
- Lemera, localité et siège de l'Institution de la Chefferie des Bafuliiru.
- Mwenga : Itombwe, Wamuzimu, Basile, Lwindi, Luhwinja Kamituga, et Burhinyi
- Nundu, localité
- Nyangezi
- Shabunda, dont la capitale Shabunda
- Uvira, Territoire anciennement appelé le Territoire de Bafuliiru: Bafuliiru, Bavira et Plaine de la Ruzizi.
- Walungu, siège de nombreux groupements et chefferies, dont Burhale, Ihembe, Mushinga